# Cristiane Carvalho
Cristiane Marcilio de Carvalho Pimentel (Campos dos Goytacazes, 21 de fevereiro de 1970), mais conhecida como Cristiane Carvalho, é uma cantora brasileira, com trabalhos dentro da música cristã contemporânea. É filha do músico Waldenir Carvalho e irmã do produtor musical e baterista Wagner Carvalho.
Iniciou sua carreira musical ainda nos anos 80, fazendo gravações com o Grupo Renascença e, mais tarde, a partir de 1985, gravou seu primeiro trabalho como cantora solo lançado três anos depois.
Após ter gravado Amigos pra Sempre em 1991, Cristiane entrou para a gravadora Line Records e lançou Novo Amanhecer. Este disco foi considerado, por vários historiadores, músicos e jornalistas, como o 87º maior álbum da música cristã brasileira, em uma publicação de 2015.
Após alguns anos se dedicando em gravações de corais, a artista retornou em carreira solo em 2004, lançando pela MK Music o disco Terceiro Dia, com as participações de Juninho Afram, Fernanda Brum e PG.

## Discografia
Álbuns [Solo]
- 1988: El Shaddai
- 1990: Ao Mestre… Com Louvor
- 1991: Amigos Pra Sempre
- 1993: Novo Amanhecer
- 1994: Verdadeiro Amor
- 1996: Collection
- 2000: Todos Os Tons: Volume 1
- 2004: Terceiro Dia
- 2011: Todos Os Tons: Volume 2
- 2017: Minhas Canções

Participações
- 2004: Amo Você Vol. 10

- 2004: Janelas Da Memória
- 2005: Janelas da Memória - As Canções